# 제2육군단 (독일 제국)
제2육군단(독일어: II. Armee-Korps; II AK 츠바이 아르미코릅스[*])은 19세기에서 제1차 세계 대전까지 존재한 프로이센 왕국 및 독일 제국 육군의 군단급 사령부이다.
1820년 4월 3일 베를린에 최초 본부를 두고 편성되었다. 이후 1873년에 슈테틴으로 옮겼다가 1863년에 다시 베를린으로 옮기고, 1870년에 최종적으로 슈테틴에 정착했다. 포메른주, 포젠주 브롬베르크, 서프로이센이 위수지역이었다. 서프로이센은 나중에 제17육군단 소관으로 넘어갔다.
평화시에는 제8육군사찰단에 딸려 있었으며, 제1차 세계 대전 발발 당시 제8사찰단은 제1군사령부로 전환되었다. 1915년 1월 10일 제2육군단사령부가 남부군사령부로 전환되었다. 그 뒤 독일 제국 패망 이후인 1919년 최종 해산되었다.

## 역대 군단장
제1육군단의 역대 군단장은 다음과 같다.
| 취임일자                         | 계급     | 성명                                   |
| -------------------------------- | -------- | -------------------------------------- |
| 1820년 3월 20일                  | 보병대장 | 프리드리히 빌헬름 폰 프로이센 왕세자   |
| 1838년 3월 30일                  | 중장     | 카를 하인리히 폰 블로크                |
| 1839년 3월 30일                  | 기병대장 | 카를 프리드리히 에밀 추 도흐나슐로비텐 |
| 1842년 4월 7일                   | 중장     | 프리드리히 폰 브랑겔 백작              |
| 1849년 11월 3일                  | 보병대장 | 프리드리히 빌헬름 폰 그라보프          |
| 1857년 5월 7일                   | 보병대장 | 요한 게오르크 폰 부소프                |
| 1863년 1월 29일                  | 보병대장 | 카를 프리드리히 폰 슈타인메츠          |
| 1864년 5월 18일                  | 보병대장 | 프리드리히 빌헬름 폰 프로이센 왕세자   |
| 1866년 5월 17일                  | 중장     | 슈테판 폰 슈미트                       |
| 1866년 9월 17일                  | 보병대장 | 프리드리히 빌헬름 폰 프로이센 왕세자   |
| 1870년 7월 18일                  | 보병대장 | 에두아르트 폰 프란제키                 |
| 1871년 3월 20일                  | 기병대장 | 오토 한 폰 바이헤른                    |
| 1881년 6월 14일                  | 보병대장 | 페르디난트 폰 다넨베르크               |
| 1887년 1월 15일                  | 보병대장 | 에른스트 폰 데어 부르크                |
| 1891년 10월 28일                 | 보병대장 | 헤르만 폰 블롬베르크                   |
| 1898년 1월 27일                  | 기병대장 | 아르놀트 폰 랑겐베크                   |
| 1906년 9월 21일                  | 보병대장 | 요지아즈 폰 헤어링겐                   |
| 1909년 9월 1일 - 1915년 1월 10일 | 보병대장 | 알렉산더 폰 린징겐                     |
| 1918년 12월 17일                 | 중장     | 리하르트 폰 크라에벨                   |
| 1919년 6월 23일                  | 중장     | 에른스트 폰 오펜                       |

## 전투서열

### 평화시
| 군단급    | 사단급                    | 여단급                 | 예하부대                                              | 주둔지               |
| --------- | ------------------------- | ---------------------- | ----------------------------------------------------- | -------------------- |
| 제2육군단 | 제3사단                   | 제5보병여단            | 제2(제1포메른)척탄병연대 "프리드리히 빌헬름 4세 국왕" | 슈테틴               |
| 제2육군단 | 제3사단                   | 제5보병여단            | 제9(제2포메른)척탄병연대 "그나이제나우 백작"          | 슈타르가르트         |
| 제2육군단 | 제3사단                   | 제5보병여단            | 제54(제7포메른)보병연대 "폰 데어 골츠"                | 콜베르크             |
| 제2육군단 | 제3사단                   | 제6보병여단            | 제34(포메른)수발총병연대 "스웨덴 여왕 빅토리아"       | 슈테틴               |
| 제2육군단 | 제3사단                   | 제6보병여단            | 제42(제5포메른)보병연대 "안할트데사우 공자 마우리체"  | 슈트랄준트           |
| 제2육군단 | 제3사단                   | 제3야포여단            | 제2(제1포메른)야포연대                                | 콜베르크             |
| 제2육군단 | 제3사단                   | 제3야포여단            | 제38(포르포메른)야포연대                              | 슈테틴               |
| 제2육군단 | 제3사단                   | 제3기병여단            | 제2(포메른)흉갑기병연대 "여왕"                        | 파제발크             |
| 제2육군단 | 제3사단                   | 제3기병여단            | 제9(제2포메른)창기병연대                              | 데민                 |
| 제2육군단 | 제4사단                   | 제7보병여단            | 제14(제3포메른)보병연대 "슈베린 백작"                 | 브롬베르크           |
| 제2육군단 | 제4사단                   | 제7보병여단            | 제149(제6서프로이센)보병연대                          | 슈나이데뮐           |
| 제2육군단 | 제4사단                   | 제8보병여단            | 제49(제6서프로이센)보병연대                           | 그네젠               |
| 제2육군단 | 제4사단                   | 제8보병여단            | 제140(제4서프로이센)보병연대                          | 호헨잘차             |
| 제2육군단 | 제4사단                   | 제4야포여단            | 제17(제2포메른)야포연대                               | 브롬베르크           |
| 제2육군단 | 제4사단                   | 제4야포여단            | 제53(힌터포메른)야포연대                              | 브롬베르크, 호헨잘차 |
| 제2육군단 | 제4사단                   | 제4기병여단            | 제3(노이마르크)기마척탄병연대 "더플링거 남작"         | 브롬베르크           |
| 제2육군단 | 제4사단                   | 제4기병여단            | 제12(제2브란덴부르크)용기병연대 "폰 아르님"           | 그네젠               |
| 제2육군단 | 군단 직속부대             | 군단 직속부대          | 제2(제1포메른)보병포연대 "폰 힌더진"                  | 슈비네뮌데, 엠덴     |
| 제2육군단 | 제15(제2포메른)보병포연대 | 브롬베르크, 그라우덴츠 |                                                       |                      |
| 제2육군단 | 제2(포메른)공병대대       | 슈테틴                 |                                                       |                      |
| 제2육군단 | 제2(포메른)훈련대대       | 알트담                 |                                                       |                      |

### 1차대전 동원시
| 군단급    | 사단급        | 여단급            | 예하부대               |
| --------- | ------------- | ----------------- | ---------------------- |
| 제2육군단 | 제3사단       | 제5보병여단       | 제2척탄병연대          |
| 제2육군단 | 제3사단       | 제5보병여단       | 제9척탄병연대          |
| 제2육군단 | 제3사단       | 제6보병여단       | 제34수발총병연대       |
| 제2육군단 | 제3사단       | 제6보병여단       | 제42보병연대           |
| 제2육군단 | 제3사단       | 제3야포여단       | 제2야포연대            |
| 제2육군단 | 제3사단       | 제3야포여단       | 제38야포연대           |
| 제2육군단 | 제3사단       | 사단 직속부대     | 제3기마척탄병연대      |
| 제2육군단 | 제3사단       | 사단 직속부대     | 제2공병대대 제1중대    |
| 제2육군단 | 제3사단       | 사단 직속부대     | 제3사단부교훈련대      |
| 제2육군단 | 제3사단       | 사단 직속부대     | 제1의무중대            |
| 제2육군단 | 제3사단       | 사단 직속부대     | 제3의무중대            |
| 제2육군단 | 제4사단       | 제7보병여단       | 제14보병연대           |
| 제2육군단 | 제4사단       | 제7보병여단       | 제149보병연대          |
| 제2육군단 | 제4사단       | 제8보병여단       | 제49보병연대           |
| 제2육군단 | 제4사단       | 제8보병여단       | 제140보병연대          |
| 제2육군단 | 제4사단       | 제6야포여단       | 제17야포연대           |
| 제2육군단 | 제4사단       | 제6야포여단       | 제53야포연대           |
| 제2육군단 | 제4사단       | 사단 직속부대     | 제12용기병연대         |
| 제2육군단 | 제4사단       | 사단 직속부대     | 제2공병대대 제2중대    |
| 제2육군단 | 제4사단       | 사단 직속부대     | 제2공병대대 제3중대    |
| 제2육군단 | 제4사단       | 사단 직속부대     | 제4사단부교훈련대      |
| 제2육군단 | 제4사단       | 사단 직속부대     | 제2의무중대            |
| 제2육군단 | 군단 직속부대 |                   | 제15보병포연대 제1대대 |
| 제2육군단 | 군단 직속부대 | 제30항공분견대    |                        |
| 제2육군단 | 군단 직속부대 | 제2군단부교훈련대 |                        |
| 제2육군단 | 군단 직속부대 | 제2전화분견대     |                        |
| 제2육군단 | 군단 직속부대 | 제2공병탐조등과   |                        |
| 제2육군단 | 군단 직속부대 | 탄약 및 훈련대    | 제1, 2탄약종대과       |
| 제2육군단 | 군단 직속부대 | 탄약 및 훈련대    | 제I/15보병포탄약과     |
| 제2육군단 | 군단 직속부대 | 탄약 및 훈련대    | 제1, 2훈련과           |
| 제2육군단 | 군단 직속부대 | 탄약 및 훈련대    | 제2야전취사종대        |

## 참고 자료
- Cron, Hermann (2002). Imperial German Army 1914-18: Organisation, Structure, Orders-of-Battle [first published: 1937]. Helion & Co. ISBN 1-874622-70-1.
- The German Forces in the Field; 7th Revision, 11th November 1918; Compiled by the General Staff, War Office. Imperial War Museum, London and The Battery Press, Inc (1995). 1918. ISBN 1-870423-95-X.